# Hopen
Hopen é uma ilha na parte sudeste do arquipélago de Svalbard. Hopen foi descoberta em 1613, provavelmente por Thomas Marmaduke de Kingston upon Hull, que a nomeou com o nome do navio sob seu comando, o Hopewell. A ilha tem cerca de 33 km de comprimento por 2 km de largura, tendo uma forma alongada na direção sudoeste-nordeste. O seu ponto mais alto é o Iversenfjellet, com 370 m, no seu extremo sul.
O Instituto Meteorológico da Noruega (Norges Meteorologiske Institutt) opera uma estação climática na ilha, com uma equipe de quatro pessoas. Para o bem-estar da equipe, existem três cabines na ilha para uso.
Durante a Segunda Guerra Mundial, a Luftwaffe colocou uma equipa meteorológica nesta ilha.

## Área Importante para a Preservação de Aves
A ilha é listada como Área Importante para a Preservação de Aves (IBA) pela BirdLife International. Tem populações de gaivotas-tridáctilas (c. 40000 pares), airos-de-brünnichs (c. 150000 pares) e airos-de-asa-branca (c. 1000 pares).

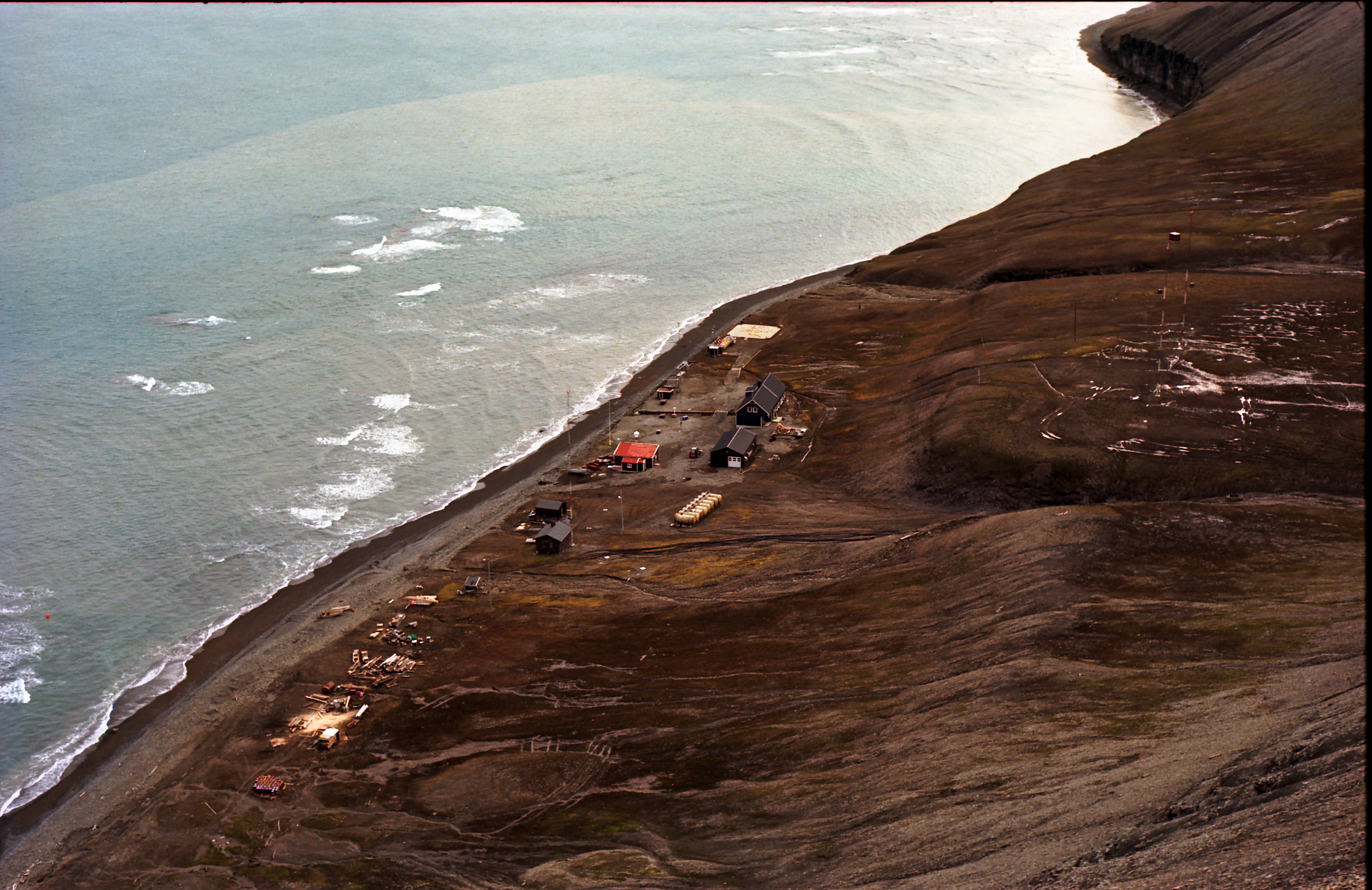
Estação meteorológica de Hopen.